# Traktat krakowski

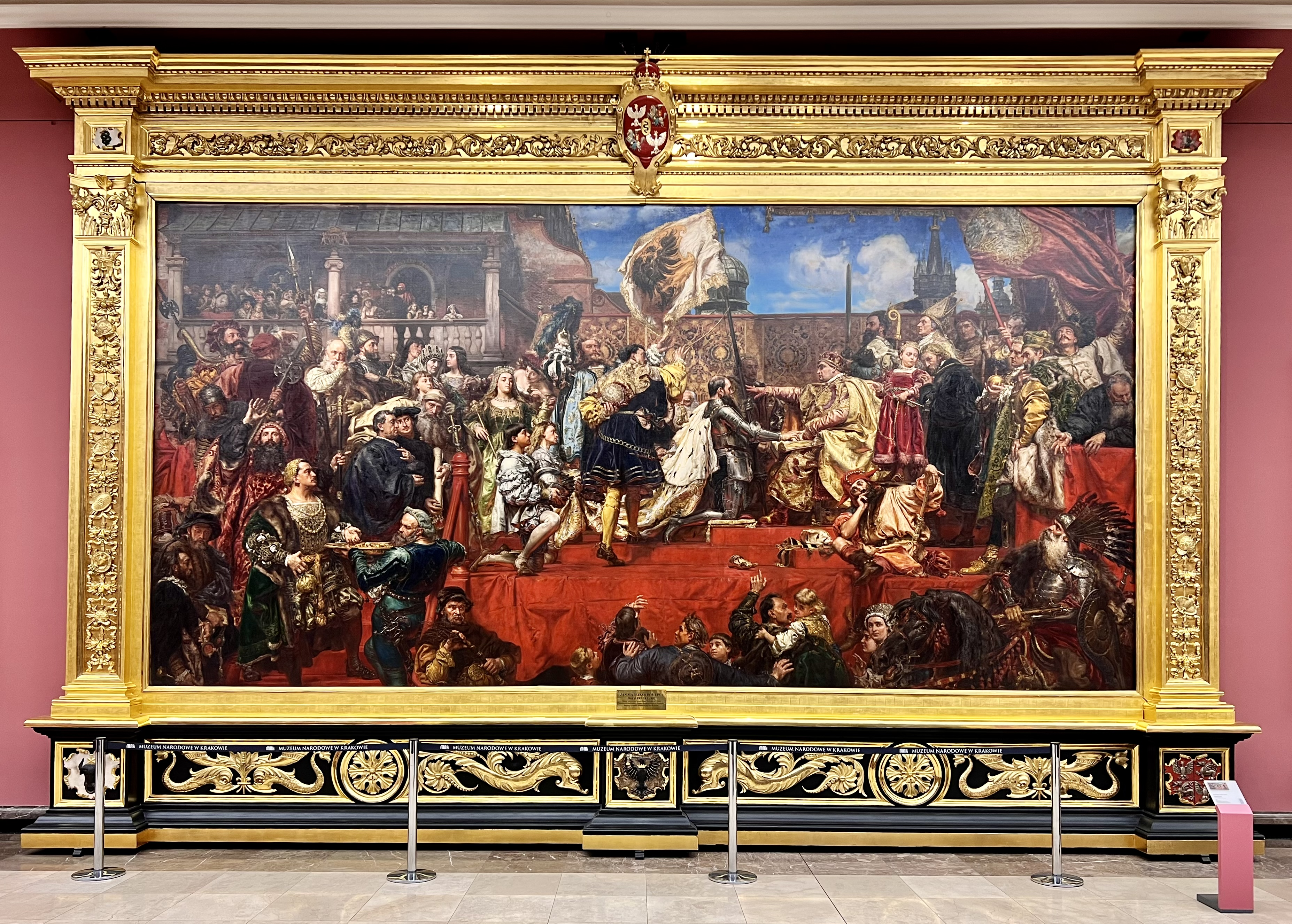
Formalną konsekwencją traktatu krakowskiego był hołd pruski 1525. Obraz Jana Matejki pod tytułem Hołd pruski

Traktat krakowski (niem. Vertrag von Krakau, łac. Instrumentum pacis et concordiae inter Sigismundum regem ac Regnum Poloniae et Albertum magistrum generalem Ordinis Cruciferorum in Prussiae ducem creatum regni Poloniae feudatarium a quibusdam principibus mediatoribus compositae. Datum et actum Cracoviae, 8 Aprilis anno 1525) – traktat zawarty 8 kwietnia 1525 między Koroną Królestwa Polskiego i zakonem krzyżackim, który kończył formalnie wojnę polsko-krzyżacką (1519–1521) i ustanawiał sekularyzację pruskiej gałęzi zakonu i powołanie lennego księstwa pruskiego, które powierzono Albrechtowi Hohenzollernowi i jego męskim potomkom, z prawem do sukcesji dla braci wielkiego mistrza: Jerzego Hohenzollern-Ansbach, Kazimierza Hohenzollerna i Jana Hohenzollerna z ich potomstwem w linii męskiej. Albrecht Hohenzollern stawał się świeckim władcą (księciem w Prusach), wyznaczonym przez zwierzchniego pana lennego – czyli króla Polski (księcia całych Prus). Książę w Prusach miał otrzymać pierwsze miejsce wśród dostojników świeckich senatu Królestwa Polskiego. Po wygaśnięciu linii rodu Prusy miało przejąć bezpośrednio Królestwo Polskie. Z dziedziczenia wyłączona była linia elektorska Hohenzollernów. Na wypadek wojny toczonej przez Królestwo (innej niż wojna o same Prusy) książę w Prusach miał wystawić zaledwie stu rycerzy. Ustanowiono natomiast mieszane polsko-pruskie sądy do rozstrzygania spraw, które mogły zostać wytoczone księciu w Prusach, lub też apelacji od werdyktów, jakie wydawały sądy księcia. Formalną konsekwencją tego traktatu było złożenie hołdu (tak zwanego hołdu pruskiego) przez Albrechta Hohenzollerna swojemu suwerenowi Zygmuntowi I Staremu 10 kwietnia 1525. Testorami traktatu byli Fryderyk II legnicki i Jerzy Hohenzollern-Ansbach.